# Cuamba
Cuamba es una ciudad y también uno de los dieciséis distritos que forman la provincia de Niassa en la zona septentrional de Mozambique, región fronteriza con Tanzania y Malaui , entre las provincias de Cabo Delgado, Zambezia y Nampula. Región ribereña del Lago Niassa.
La sede de este distrito es la ciudad de Cuamba.

## Geografía
Situado en el sur de la provincia, en la margen izquierda del Río Lúrio y a 295 km de Lichinga.
Limita al norte con el distrito de Metarica, al occidente con Mandimba y Mecanhelas, al sur con Gurué y Milange de la provincia de Zambezia, y al oriente con Malema de la priovincia de Nampula.
Tiene una superficie de 5 121 km² y según el censo de 2007 una población de 126 380 habitantes, lo cual arroja como densidad 24,7 habitantes/km².

## División administrativa
Este distrito formado por cinco localidades, se divide en tres puestos administrativos (posto administrativo), con la siguiente población censada en 2005:
- Ciudad de Cuamba, sede, 73 128.
- Etatara, 32 704 (Malapa).
- Lurio, 55 726 (Mitucue y Muitetere).